# Íris Björk Símonardóttir
Íris Björk Símonardóttir (født 26. juni 1987 i Reykjavík, Island) er en kvindelig islandsk tidligere håndboldspiller som spillede for Valur, Grótta HK og Fram og Islands kvindehåndboldlandshold. Hun vandt det islandske mesterskab Úrvalsdeild kvenna tre gange og den Islandske pokalturnering syv gange. Hun vandt prisen som Islands årets bedste kvindelige håndboldspillere i 2015 og 2019.